# 国際連合安全保障理事会決議2321
国際連合安全保障理事会決議2321（こくさいれんごうあんぜんほしょうりじかいけつぎ2321、英: United Nations Security Council Resolution 2321）は、2016年11月30日に国際連合安全保障理事会で採択された朝鮮民主主義人民共和国（北朝鮮）に関する決議。略称はUNSCR2321。

## 概要
国際連合安全保障理事会決議2321は、2016年9月9日の北朝鮮による5回目の核実験に対する決議で、過去4回の核実験の際に採択された決議1718、決議1874、決議2094、決議2270に引き続き、国連憲章第7章に基づく制裁行動として具体的に経済制裁に関する行動を定める第41条が言及された。

## 主な内容
- 禁輸対象品目の追加指定
  - 核又はミサイルへの利用可能な品目として15品目、化学又は生物兵器に利用可能な品目として3品目追加[1]。
  - 輸出禁止対象となる奢侈品の追加（各国がこれ以外の奢侈品の輸出禁止措置を制限するものではない）[2]
    - じゅうたん及びタペストリー（500ドルよりも高価なもの。）
    - 磁器製又はボーン・チャイナ製の食器（100ドルよりも高価なもの。）
- 人に対する制裁
  - 入国禁止措置を11人追加指定[3]。
  - 医療交流を除き、北朝鮮により公式に後援または北朝鮮を代表とする個人・団体が関係する科学技術協力の停止[注釈 1]。
  - 個人が北朝鮮の銀行または金融機関の代理として行動していると国が認定した場合に国外追放、国籍国へ送還すること[注釈 2][4]。
- 運輸に対する制裁
  - 北朝鮮への船舶・航空機のリース・チャーターの禁止措置の例外を制裁委員会が承認した場合に限定[注釈 3][5]。
  - 加盟国が自国の個人・団体が北朝鮮で船舶を登録、船舶が北朝鮮籍を使用することの許可を取得、北朝鮮籍の船舶の所有、リース、運航、船舶分類、認証若しくは関連サービスの提供を行うこと、保険をかけることの禁止措置の例外を制裁委員会が承認した場合に限定[6]。
  - 制裁委員会に対して船舶が核・弾道ミサイル関連計画や決議違反に関連していたと信じる合理的根拠があることを示す情報がある場合に以下を要求する権限を付与[7]。
    - 指定された船舶の旗国に対して、船籍を喪失させること。
    - 指定された船舶の旗国に対して、当該船舶に対して委員会の指定した港への入港を当該入港国と調整の上で指示すること。
    - 全ての加盟国が指定された船舶の自国の港へ入ることを禁じること[注釈 4]。
    - 指定された船舶を資産凍結対象とすること。

  - 制裁委員会が個別の案件に応じて承認した場合を除き、北朝鮮に所有、管理、運航されている船舶に対する保険・再保険サービスの提供を禁止[8]。
  - 船舶及び航空機の乗員サービスを北朝鮮から調達することを禁止[9]。
  - 北朝鮮の保有、管理、運航する船舶の登録解除し、これにより解除された船舶の登録禁止。[注釈 5][10]。
- 金融制裁
  - 資産凍結対象として11人、10団体を追加指定[11]。
  - 国内の銀行口座数を北朝鮮の外交使節団及び領事機関については1機関あたり1口座、北朝鮮の外交官及び領事官については1人あたり1口座に制限[12]。
- 企業活動の制限
  - 北朝鮮に所在する代表事務所、子会社または銀行口座を90日以内に閉鎖するために必要な措置の実施。[注釈 6][13]
  - 北朝鮮との貿易に対する公的及び民間の金融支援（輸出信用、保証、保険の供与を含む）の禁止[注釈 7]
- 資源等の禁輸措置
  - 北朝鮮からの輸入規制強化
    - 北朝鮮が原産の石炭については年間400,870,018米ドルか750万トンのいずれか低い方に制限[14]
    - 銅、ニッケル、銀及び亜鉛の禁輸[15]
    - 像の禁輸[注釈 7][16]

  - 北朝鮮への輸出禁止
    - ヘリコプター[注釈 7]
- その他制裁
  - 全ての加盟国に対して、北朝鮮の外交使節団及び領事機関における職員の削減を要請[17]。
  - 全ての加盟国に対して、領域内において北朝鮮が所有・賃貸している不動産について、外交・領事活動以外の目的での使用を禁止[18]。

## 成立の経緯
- 2016年9月9日 - 北朝鮮による5回目の核実験実施。
- 2016年11月30日 - 国連安保理で制裁を追加・強化する決議が全会一致で採択される。